# Zamagiria lobata
Zamagiria lobata is een vlinder uit de familie van de snuitmotten (Pyralidae). De wetenschappelijke naam van de soort is voor het eerst geldig gepubliceerd in 1993 door Neunzig & Dow.